# Unió Internacional d'Estudiants
La Unió Internacional d'Estudiants (en anglès International Union of Students, IUS) és una organització internacional que agrupa 155 organitzacions d'estudiants de 112 països i territoris que representen uns 25 milions d'estudiants.

## Història
Fou fundada el 27 d'agost de 1946 en Praga al Congrés Mundial d'Estudiants. Gaudeix de l'estatus d'organisme consultiu davant la UNESCO. La seu de la secretària és a Praga.
Els objectius de l'UIS són recollits en el preàmbul del seu text constitutiu :
L'objectiu de la Unió Internacional d'Estudiants, que es fonamenta en les organitzacions estudiantils representatius de diferents països, serà la de defensar els drets i interessos dels estudiants per promoure la millora del seu benestar i el nivell d'educació i preparar-los per la seva missió, democràcia ciutadans. 
L'IUS figura a la llista d'ONG de la UNESCO i les seves àrees de treball prioritàries són: L'intercanvi d'informació, la defensa de la condició d'estudiant, pau, medi ambient, el desenvolupament ' els drets humans.
Els seus antecedents estan en el Consell Estudiantil Mundial (CEM), creat en 1941 en Londres (Anglaterra) que agrupa les organitzacions estudiantils antifeixistes i encarregat de la preparació del Congrés Mundial d'Estudiants. La creació del CEM està inspirada en la resistència estudiantil de carrer ocorreguda a Praga (Txecoslovàquia) el 17 de novembre de 1939 davant l'ocupació nazi. Aquesta data és proclamada posteriorment com Dia Internacional de l'Estudiant pel CME i ratificada per l'IUS.
Organitza juntament amb la FMJD el Festival Mundial de la Joventut i els Estudiants, des de 1947.